# Maltepe
Maltepe is een Turks district in de provincie Istanboel en telt 415.117 inwoners (2007). Het district heeft een oppervlakte van 123,4 km².
De bevolkingsontwikkeling van het district is weergegeven in onderstaande tabel.
| 1997    | 2000    | 2007    |
| ------- | ------- | ------- |
| 330.469 | 355.384 | 415.117 |